# Microcleptes aranea
Microcleptes aranea är en skalbaggsart som beskrevs av Newman 1840. Microcleptes aranea ingår i släktet Microcleptes och familjen långhorningar. Inga underarter finns listade i Catalogue of Life.